# Jimmy Shirley
Jimmy Shirley (* 31. Mai 1913 in Union, South Carolina als James Arthur Shirley; † 3. Dezember 1989 in New York City) war ein US-amerikanischer Jazzgitarrist. Er gilt als einer der Pioniere der elektrisch verstärkten Gitarre im Jazz.

## Leben und Wirken
Shirley wuchs in Cleveland, Ohio auf, wo er Gitarrenunterricht bei seinem Vater hatte. Er begann seine Karriere in Cincinnati bei J. Frank Terry und Hal Draper (1934–36); von 1935 bis 1936 hatte er eine eigene Formation, bevor er 1937 nach New York ging. Shirley wurde dort Mitglied des Trios von Clarence Profit (1937–41), mit dem auch Plattenaufnahmen entstanden (bereits zuvor nahm er 1940 mit George Guesnon auf). Anschließend begleitete er Ella Fitzgerald (1942/43) und spielte unregelmäßig mit Herman Chittison (1944–54). In dieser Zeit arbeitete er mit eigenen Bands und mit Phil Moore. 1945 entstand für Blue Note eine erste Schallplatte (Jimmy’s Blues).
In den späten 1940er Jahren wandte er sich vermehrt dem Rhythm and Blues zu und ging mit Wynonie Harris, Jimmy Rushing, Screamin’ Jay Hawkins und Little Willie John ins Studio. Auch begleitete er Sängerinnen wie Rose Murphy und Barbara Lea. In den 1960er Jahren spielte er Bassgitarre bei  George James (1963) und Buddy Tate (1967). 1975 nahm er in Paris noch einmal unter eigenem Namen auf, aber auch mit Slam Stewart, Johnny Guarnieri (1975) und Stéphane Grappelli (1978).
Shirley wirkte im Laufe seiner Karriere zudem an Aufnahmen von Artie Shaw (1941), Edmond Hall und Coleman Hawkins (1943), James P. Johnson, Sidney De Paris und Art Hodes (1944), Herman Chittison (1944/45), Leonard Feather (1945), Earl Bostic, Pete Brown, Sidney Catlett, John Hardee, Billie Holiday, Pete Johnson, Billy Kyle, Ram Ramirez (1946) mit.

## Diskografische Hinweise
- China Boy (Black & Blue 1975), mit Johnny Guarnieri, Slam Stewart, Jackie Williams

## Lexikalische Einträge
- Bielefelder Katalog 1988
- Richard Cook, Brian Morton: The Penguin Guide to Jazz on CD. 6. Auflage. Penguin, London 2002, ISBN 0-14-051521-6.
- Leonard Feather, Ira Gitler: The Biographical Encyclopedia of Jazz. Oxford University Press, Oxford u. a. 1999, ISBN 0-19-507418-1.
- John Jörgensen, Erik Wiedemann: Jazzlexikon. Mosaik, München, 1967